# Бекерат, Андреас фон
Андреас фон Бекерат (швед. Andreas von Beckerath; 16 января 1970, Соллентуна) — шведский дипломат.

## Биография
В 1996 году окончил Уппсальский университет, где изучал экономику и бизнес. Продолжил учёбу в Санкт-Петербургском государственном университете (1995). Изучал немецкую филологию в Университете Дортмунда (1996). Владеет английским, немецким, русским, французским и голландским языками.
С июня 1993 по август 1993 года — проходил стажировку в Киеве. С января 1997 по август 1997 г. работал в Стокгольме (Швеция). В августе 1997 — декабре 1998 г. стажировался в Москве, Россия.
В 1999 году был директором языковой школы и руководителем программы.
С сентября по декабрь 1999 г. работал референтом по вопросам Латвии в Министерстве иностранных дел Швеции.
Затем, дипломатический стажёр Министерства иностранных дел Швеции (январь 2000 — август 2001).
С сентября 2001 по январь 2002 г. — Второй секретарь Посольства Швеции в Румынии (Бухарест).
Второй секретарь Постоянного представительства Швеции в ООН (январь 2002 — август 2002).
В августе 2002 — апреле 2006 — Второй секретарь Посольства Швеции в Москве. В августе 2006 — августе 2010 — Европейский корреспондент Министерства иностранных дел Швеции.
С сентября 2010 — Советник по политическим вопросам Посольства Швеции в Германии (Берлин). В 2013 г. назначен заместителем главы миссии, советником-посланником Посольства Швеции в Соединенном Королевстве (Лондон).
Чрезвычайный и Полномочный Посол Королевства Швеция в Украине в 2013—2016 годах.